# Glaucomyina
La sottotribù Glaucomyina è uno dei due gruppi in cui viene abitualmente suddivisa la tribù degli Pteromyini. Comprende varie specie di scoiattoli volanti, diffusi sia nel Nuovo che nel Vecchio Mondo.

## Tassonomia
- Sottotribù Glaucomyina
  - Genere Eoglaucomys
    - Scoiattolo volante del Kashmir, Eoglaucomys fimbriatus

  - Genere Glaucomys - scoiattoli volanti del Nuovo Mondo (scoiattoli volanti americani), Nordamerica
    - Scoiattolo volante settentrionale, Glaucomys sabrinus
    - Scoiattolo volante meridionale, Glaucomys volans

  - Genere Hylopetes, Asia sud-orientale
    - Scoiattolo volante multicolore, Hylopetes alboniger
    - Scoiattolo volante di Bartels, Hylopetes bartelsi
    - Scoiattolo volante guancegrige, Hylopetes lepidus
    - Scoiattolo volante di Palawan, Hylopetes nigripes
    - Scoiattolo volante dell'Indocina, Hylopetes phayrei
    - Scoiattolo volante di Jentink, Hylopetes platyurus
    - Scoiattolo volante di Sipura, Hylopetes sipora
    - Scoiattolo volante guancerosse, Hylopetes spadiceus
    - Scoiattolo volante di Sumatra, Hylopetes winstoni

  - Genere Iomys, Malaysia e Indonesia
    - Scoiattolo volante di Giava o di Horsfield, Iomys horsfieldii
    - Scoiattolo volante delle Mentawai, Iomys sipora

  - Genere Petaurillus - scoiattoli volanti pigmei, Borneo e Malesia
    - Scoiattolo volante pigmeo minore, Petaurillus emiliae
    - Scoiattolo volante pigmeo di Hose, Petaurillus hosei
    - Scoiattolo volante pigmeo del Selangor, Petaurillus kinlochii

  - Genere Petinomys, Asia sud-orientale
    - Scoiattolo volante di Basilan, Petinomys crinitus
    - Scoiattolo volante del Travancore, Petinomys fuscocapillus
    - Scoiattolo volante baffuto, Petinomys genibarbis
    - Scoiattolo volante di Hagen, Petinomys hageni
    - Scoiattolo volante di Siberut, Petinomys lugens
    - Scoiattolo volante di Mindanao, Petinomys mindanensis
    - Scoiattolo volante freccia, Petinomys sagitta
    - Scoiattolo volante di Temminck, Petinomys setosus
    - Scoiattolo volante di Vordermann, Petinomys vordermanni